# Enzyklopädie des islamischen Rechts (Kuwait)
Die kuwaitische Enzyklopädie des islamischen Rechts (arabisch الموسوعة الفقهية, DMG al-mausūʿa al-fiqhiyya; englisch Encyclopaedia of Islamic Jurisprudence) ist die vom Kuwaitischen Ministerium für religiöse Stiftungen und islamische Angelegenheiten herausgegebene Enzyklopädie der islamischen Rechtswissenschaft (fiqh). Die insgesamt 45 Bände wurden bis Ende der 1990er Jahre erstmals veröffentlicht. Zu Beginn des 21. Jahrhunderts wurde das Werk mehrfach neu aufgelegt.

## Geschichte und Zielsetzung
Der gemeinsame Wunsch nach einer Enzyklopädie der islamischen Jurisprudenz war beim internationalen Kongress zum islamischen Recht (Semaine de droit musulman) in Paris vom 2. bis 7. Juli 1951 formuliert worden. An diesem Kongress nahmen auch Professoren aus Syrien und Ägypten teil. Das Projekt wurde zunächst von der syrischen Regierung gefördert und während der Zeit der Vereinigten Arabischen Republik 1958–1961 von Gamal Abdel Nasser an der Azhar und dem Obersten Rat für islamische Angelegenheiten entscheidend vorangetrieben, ist aber bis heute unvollendet.
1968 wurde auch beim Kuwaitischen Ministerium für religiöse Stiftungen und islamische Angelegenheiten eine entsprechende Kommission eingerichtet und unter der Aufsicht des syrischen Gelehrten Mustafa az-Zarqa (1904–1999), Professor an der Universität Damaskus und der Universität von Jordanien in Amman, fortgesetzt. Die daraus entstandene Enzyklopädie gilt mittlerweile als Jahrhundertwerk im Bereich der islamischen Jurisprudenz. Für die Übersetzung der 45 Bände in Urdu wurden zehn Jahre benötigt. Diese Version für muslimische Leser in Indien wurde am 23. Oktober 2009 im Beisein des indischen Vizepräsidenten Mohammad Hamid Ansari veröffentlicht.
Die Absicht der Verfasser ist eine übersichtliche Hilfestellung für den Laien im sich (auf Grund seiner Komplexität) letztlich nur dem Gelehrten erschließenden Regelwerk des religiösen Lebens als Muslim. Wie etwa das sehr weit verbreitete Werk ʿAbd ar-Raḥmān al-Jazīris enthält sie die Ansichten der vier heute noch praktizierten sunnitischen Lehrrichtungen, d. h. Hanafīya, Mālikiya, Schāfiʿīya und Hanbalīya. Sie berücksichtigt aber im Gegensatz zur Nasser-Enzyklopädie weder die Ibaditen noch die schiitischen Rechtsschulen noch die im Laufe der islamischen Rechtsgeschichte wieder untergegangenen sunnitischen Lehrrichtungen wie etwa die des Auzāʿī oder des Ṭabarī.